# Amaurobius vachoni
Amaurobius vachoni là một loài nhện trong họ Amaurobiidae.
Loài này thuộc chi Amaurobius. Amaurobius vachoni được miêu tả năm 1965 bởi Hubert.